# Hiszam Misbah
Hiszam Misbah, Hesham Mesbah (arab. هشام مصباح; ur. 17 marca 1982) – egipski judoka, brązowy medalista olimpijski, brązowy medalista mistrzostw świata, czterokrotny mistrz Afryki.
Największym sukcesem zawodnika jest brązowy medal olimpijski z Pekinu w kategorii do 90 kg oraz brązowy medal mistrzostw świata (2009) w tej kategorii. Jest czterokrotnym mistrzem Afryki (2005, 2008, 2009), ma również dwa złote medale igrzysk afrykańskich (2007, 2011).
Chorąży reprezentacji na ceremonii otwarcia igrzysk w 2012 roku.